# System Management Bus
System Management Bus (forkortet til SMBus eller SMB) er en simpel toleder single-ended computerbus med formålet letvægtskommunikation. SMBus findes almindeligvis i bundkort for at kommunikere med energikilden med ON/OFF-instruktioner.
SMBus er afledt fra I²C for at kunne kommunikere med lavbåndbredde enheder på et bundkort, specielt med effekt relaterede mikrochips såsom en bærbars akkumulatorpakkes undersystem (se Smart Battery System). Andre enheder kan omfatte temperatur, blæser eller spændingssensorer, alarmkontakter og takt-chips.  PCI kort kan forbinde til et SMBus segment.
En enhed kan tilbyde fabrikant information, indikere dens modelnummer eller delnummer, gemme dens tilstand i forbindelse med en vågeblushændelse, rapportere forskellige typer af fejl, acceptere styreparametere og sende status tilbage. SMBussen er normalt ikke brugerkonfigurerbar eller tilgængelig.  Selvom SMBus enheder normalt ikke kan identificere deres funktionalitet, har en ny PMBus koalition udvidet SMBus til også at omfatte dette.
SMBus blev defineret af Intel i 1995.  SMBus formidler takt, data og instruktioner - og er baseret på Philips' I²C serielle bus protokol.  SMBus taktfrekvensområde er 10 kHz til 100 kHz. PMBus udvider dette til 400 kHz. SMBus spændingsniveauer og takt er mere strikts defineret end I²C, men enheder der hører til en af systemerne kan ofte med succes blandes på samme bus.
SMBus anvendes som en interconnect på adskillige platformforvaltningsstandarder inklusive: ASF, DASH, IPMI.

## SMBus understøttelse
SMBus enheder understøttes af FreeBSD, OpenBSD, NetBSD, DragonFly BSD, Linux, Windows 2000 og nyere - og Windows CE.